# Asura sagenaria
Asura sagenaria är en fjärilsart som beskrevs av Hans Daniel Johan Wallengren 1860. Asura sagenaria ingår i släktet Asura och familjen björnspinnare. Inga underarter finns listade i Catalogue of Life.